# Love Tracks (Gloria Gaynor)
Love Tracks è il sesto album realizzato in studio da Gloria Gaynor, pubblicato dall'etichetta discografica Polydor in vinile il 27 novembre 1978 ed in CD, per il mercato giapponese, nel 1992.
Tra le canzoni contenute compare anche la hit da un milione di copie vendute, I Will Survive.

## Tracce
1. Stoplight 3:42
2. Anybody Wanna Party? 5:17
3. Please, Be There 4:33
4. Goin' Out of My Head (cover) (Teddy Randazzo - Bobby Weinstein) 5:33
5. I Will Survive (Freddie Perren - Dino Fekaris) 8:04
6. You Can Exit 5:15
7. I Said Yes 3:57
8. Substitute 3:01